# Sam Hinds
Samuel Archibald Anthony Hinds (27 de dezembro de 1943) é um político da Guiana.
Foi primeiro-ministro de seu país, quase ininterruptamente, entre 1992 e 2015. Também foi brevemente Presidente da Guiana, entre 6 de março e 9 de dezembro de 1997.
Antes da vida política, foi chefe da divisão de engenharia química da ALCAN.